# Alexis Saelemaekers
Alexis Saelemaekers (sinh 27 tháng 6 năm 1999) là một cầu thủ bóng đá chuyên nghiệp người Bỉ hiện đang thi đấu ở vị trí tiền vệ cánh phải và hậu vệ biên cho câu lạc bộ Bologna tại Serie A theo dạng cho mượn từ Milan và Đội tuyển bóng đá quốc gia Bỉ.

## Sự nghiệp câu lạc bộ

### Anderlecht
Saelemaekers sinh ra ở Berchem-Sainte-Agathe/Sint-Agatha-Berchem ở Vùng thủ đô Bruxelles và bắt đầu sự nghiệp của mình tại câu lạc bộ Verbroedering Beersel-Drogenbos từ Beersel ở tỉnh Vlaams-Brabant cách đó khoảng 15 km. Năm 2011, anh chuyển đến học viện của RSC Anderlecht. Vào tháng 10 năm 2017, anh nhận được hợp đồng chuyên nghiệp đầu tiên với câu lạc bộ đến từ thủ đô nước Bỉ cho đến năm 2019. Vào ngày 16 tháng 2 năm 2018, Saelemaekers có trận ra mắt tại Giải bóng đá vô địch quốc gia Bỉ trong trận sân khách gặp Sint-Truidense V.V.

### AC Milan
Vào ngày 31 tháng 1 năm 2020, AC Milan ký hợp đồng với Saelemaekers theo dạng cho mượn kèm theo tùy chọn mua. Milan đã đồng ý vụ chuyển nhượng này với mức phí 3,5 triệu euro cộng thêm 1 triệu euro chi phí phụ nếu Saelemaekers ký hợp đồng vĩnh viễn. Anh có trận ra mắt cho Milan khi vào sân thay cho Davide Calabria trong trận hòa 1–1 trước Verona vào ngày 2 tháng 2 năm 2020.
Vào ngày 1 tháng 7 năm 2020, Saelemaekers ký hợp đồng với Milan và anh ở lại câu lạc bộ cho đến ngày 30 tháng 6 năm 2024. Vào ngày 18 tháng 7, anh ghi bàn thắng đầu tiên cho câu lạc bộ trong chiến thắng 5–1 trên sân nhà trước Bologna tại Serie A. Vào ngày 1 tháng 10 năm 2020, Saelemaekers ghi bàn thắng đầu tiên trong mùa giải vào lưới Rio Ave ở vòng loại Europa League. Anh ghi bàn thắng tiếp theo vào lưới Roma trong trận hòa 3–3 vào ngày 26 tháng 10. Vào ngày 20 tháng 12, anh ghi bàn thắng thứ ba và cuối cùng trong mùa giải này trong trận chiến thắng 2–1 trên sân khách trước Sassuolo.
Vào ngày 15 tháng 10 năm 2021, Saelemaekers gia hạn hợp đồng với Milan đến ngày 30 tháng 6 năm 2026 và đồng thời cũng được tăng lương. Vào ngày 4 tháng 12, anh ghi bàn thắng đầu tiên trong mùa giải 2021–22 vào lưới Salernitana với một cú sút chân trái cực mạnh để giúp AC Milan giành chiến thắng chung cuộc 2–0. Bàn thắng tiếp theo của anh là trong trận chiến thắng 3–1 trước Genoa ở Coppa Italia vào ngày 13 tháng 1 năm 2022.

#### Cho mượn tại Bologna
Sau khi AC Milan ký hợp đồng với một số cầu thủ hàng tấn công mới vào mùa hè năm 2023, anh chuyển đến FC Bologna theo dạng cho mượn với tùy chọn mua cho mùa giải 2023–24. Anh ra mắt cho Bologna trong trận sân nhà gặp SSC Napoli vào tháng 9 năm 2023 khi vào sân thay Dan Ndoye ở phút thứ 65 của trận đấu.

## Thống kê sự nghiệp

### Câu lạc bộ
Tính đến 3 tháng 12 năm 2023
| Câu lạc bộ          | Mùa giải            | Giải vô địch        | Giải vô địch | Giải vô địch | Cúp quốc gia | Cúp quốc gia | Châu lục | Châu lục | Khác | Khác | Tổng cộng | Tổng cộng |
| Câu lạc bộ          | Mùa giải            | Hạng đấu            | Trận         | Bàn          | Trận         | Bàn          | Trận     | Bàn      | Trận | Bàn  | Trận      | Bàn       |
| ------------------- | ------------------- | ------------------- | ------------ | ------------ | ------------ | ------------ | -------- | -------- | ---- | ---- | --------- | --------- |
| Anderlecht          | 2017–18             | Belgian Pro League  | 11           | 0            | 0            | 0            | 0        | 0        | —    | —    | 11        | 0         |
| Anderlecht          | 2018–19             | Belgian Pro League  | 30           | 0            | 1            | 0            | 3        | 0        | —    | —    | 34        | 0         |
| Anderlecht          | 2019–20             | Belgian Pro League  | 16           | 2            | 3            | 0            | —        | —        | —    | —    | 19        | 2         |
| Anderlecht          | Tổng cộng           | Tổng cộng           | 57           | 2            | 4            | 0            | 3        | 0        | —    | —    | 64        | 2         |
| AC Milan (mượn)     | 2019–20             | Serie A             | 13           | 1            | 2            | 0            | —        | —        | —    | —    | 15        | 1         |
| AC Milan            | 2020–21             | Serie A             | 32           | 2            | 1            | 0            | 7        | 1        | —    | —    | 40        | 3         |
| AC Milan            | 2021–22             | Serie A             | 36           | 1            | 4            | 1            | 6        | 0        | —    | —    | 46        | 2         |
| AC Milan            | 2022–23             | Serie A             | 30           | 2            | 1            | 0            | 8        | 2        | 0    | 0    | 39        | 4         |
| AC Milan            | Tổng cộng           | Tổng cộng           | 111          | 6            | 8            | 1            | 21       | 3        | 0    | 0    | 140       | 10        |
| Bologna (mượn)      | 2023–24             | Serie A             | 13           | 0            | 1            | 0            | —        | —        | —    | —    | 14        | 0         |
| Tổng cộng sự nghiệp | Tổng cộng sự nghiệp | Tổng cộng sự nghiệp | 181          | 8            | 13           | 1            | 24       | 3        | 0    | 0    | 218       | 12        |

1. ↑  Bao gồm Cúp bóng đá Bỉ và Coppa Italia
2. 1 2  Ra sân tại UEFA Europa League (bao gồm vòng loại)
3. 1 2  Ra sân tại UEFA Champions League

### Quốc tế
Tính đến 25 tháng 9 năm 2022
| Đội tuyển quốc gia | Năm       | Trận | Bàn |
| ------------------ | --------- | ---- | --- |
| Bỉ                 | 2020      | 1    | 0   |
| Bỉ                 | 2021      | 6    | 1   |
| Bỉ                 | 2022      | 2    | 0   |
| Bỉ                 | 2023      | 2    | 0   |
| Tổng cộng          | Tổng cộng | 11   | 1   |

Tỷ số của Bỉ được liệt kê trước, cột tỷ số ghi tỷ số sau mỗi bàn thắng của Saelemaekers.
| # | Ngày               | Địa điểm                                    | Đối thủ | Ghi bàn | Kết quả | Giải đấu                 |
| - | ------------------ | ------------------------------------------- | ------- | ------- | ------- | ------------------------ |
| 1 | 5 tháng 9 năm 2021 | Sân vận động Nhà vua Baudouin, Brussels, Bỉ | Séc     | 3–0     | 3–0     | Vòng loại World Cup 2022 |

## Danh hiệu

### Câu lạc bộ

#### AC Milan
- Serie A: 2021–22[19]

### Cá nhân
- Bàn thắng của tháng Serie A: Tháng 4 năm 2023[20]